# Crewe Works

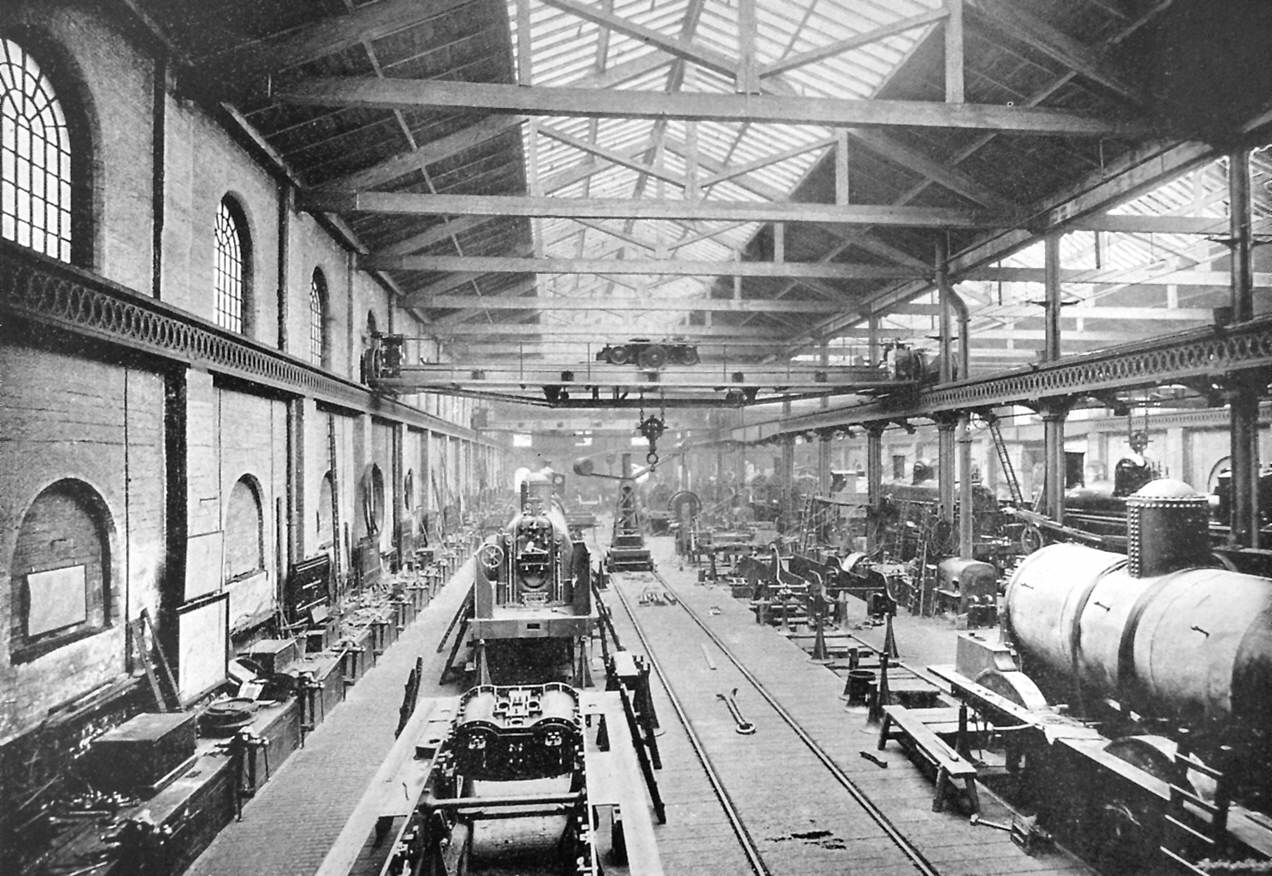
Монтажный цех завода Лондонской и Северо-Западной железной дороги (1890)

Crewe Works — железнодорожный завод в Великобритании. Построен в 1840 году Grand Junction Railway. Расположен в городе Кру, графство Чешир. В настоящее время принадлежит компании Bombardier Transportation.
Рядом с заводом были построены дома для работников, образовавших новую общину в бывшем сельском районе Монкс-Копперхолл. Среди первых поселенцев были рабочие старого завода в Эдж-Хилл, благодаря им население увеличилось примерно на 800 мужчин, женщин и детей.

## История

### Grand Junction Railway
Первый локомотив, построенный в Кру, поступил в эксплуатацию в 1843 году. К 1846 году нехватка производственных площадей стала такой, что производство вагонов было перенесено сначала в Эдж-Хилл и Манчестер, а затем на новое место в Эрлстауне. К 1848 году на заводе работало более 1000 человек, собиравших по одному паровозу в неделю.

### Лондонская и Северо-Западная железная дорога
В 1845 году Железная дорога Ливерпуль — Манчестер присоединилась к Grand Junction Railway. Затем в 1846 году произошло слияние с Железной дорогой Лондон — Бирмингем и Железной дорогой Манчестер — Бирмингем, в результате чего образовалась Лондонская и Северо-Западная железная дорога (LNWR). У всех четырёх дорог были свои паровозные мастерские, но со временем производство локомотив было сосредоточено в Кру.
В 1857 году локомотивным суперинтендантом компании стал Джон Рамзботтом. Он внедрил в производство изобретённые им предохранительный клапан и черпак для забора воды из желобов между путями. Также Рамзботтом повышал точность изготовления деталей и взаимозаменяемость узлов и оборудования.
В 1862 году в Кру из Вулвертона было переведено производство локомотивов. Вулвертонский завод занялся производством пассажирских вагонов, а производство товарных вагонов было сосредоточено в Эрлстауне.
В 1853 году в Кру началось производство собственного сварочного железа и прокат рельсов, а в 1864 году был установлен конвертер Бессемера для производства стали. В 1868 году здесь впервые начали использовать в промышленных масштабах мартеновские печи. Также был построен собственный кирпичный завод. Позже металлургическое производство оснастили двумя дуговыми печами.
Производство неуклонно росло, но после продажи Lancashire and Yorkshire Railway десяти паровозов типа 1-2-0 и 86 локомотивов типа 0-3-0 в 1876 году независимые производители добились запрета железной дороге производить продукцию свыше собственных нужд. Этот запрет оставался в силе до 1969 года, когда завод перешёл под контроль вновь созданой государственной компании British Rail Engineering Limited.

### London Midland and Scottish Railway

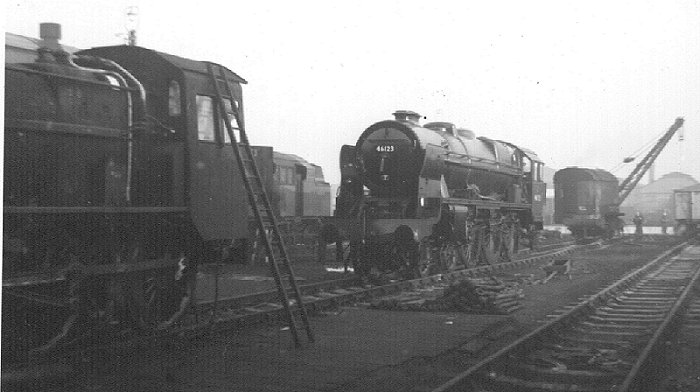
Перестроенный Royal Scot Class № 46123 Royal Irish Fusilers проходит обслуживание на Crewe Works вместе с другими локомотивами

Когда в результате консолидации железнодорожных компаний в 1923 году LNWR стала частью London, Midland and Scottish Railway (LMS), её пассажирские локомотивы были вытеснены локомотивами бывшей Мидлендской железной дороги. По мере увеличения плотности движения возникла потребность в более длинных поездах и более мощных локомотивах. В 1932 году главным инженером-механиком компании стал Уильям Станир. Он начал кампанию по рационализации производства и, поскольку завод в Кру имел опыт строительства тяжёлых локомотивов и собственное производство стали, именно здесь была организована основная производственная площадка.
На заводе были построены серии «Принцесс», «Коронаций», «Юбилеев», и « Чёрных пятёрок». В Кру изготавливались все новые котлы для паровозного парка LMS, а также все штамповки и поковки. Здесь же производилась и бо́льшая часть тяжёлых стальных деталей для путей и других конструкций.
Во время Второй мировой войны в Кру выпустили более 150 танков «Ковенантер».

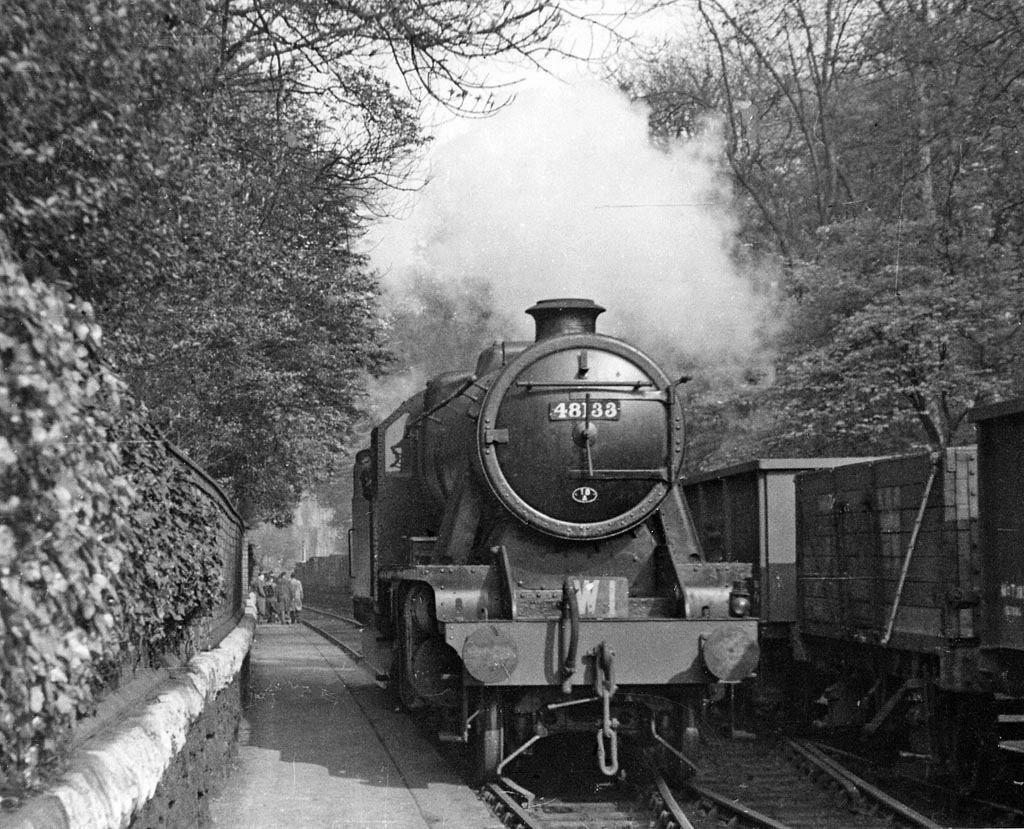
Stanier 8F типа 1-4-0 на заводской железной дороге Crewe Works в 1948 году

### British Railways

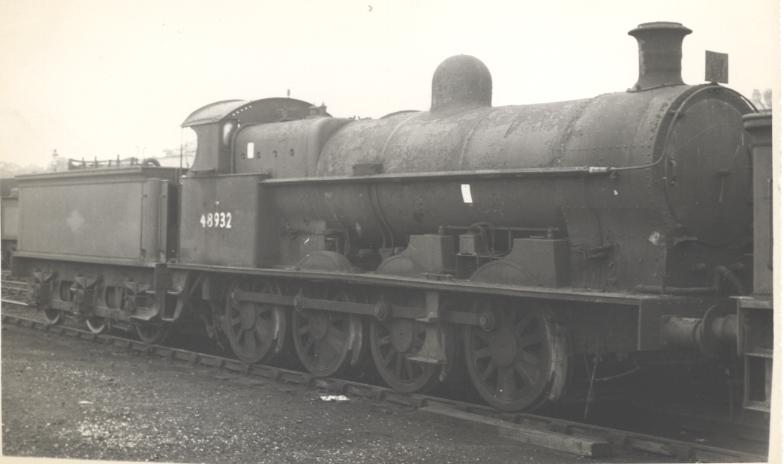
Bowen-Cooke Class G2a№ 48932 (тип 0-4-0), построенный в Кру в 1902 году как четырехцилиндровый локомотив Webb Class B и позже перестроеный в двухцилиндровый. Депо Бакстон, август 1960 года.

После национализации дорог и создания в 1948 году British Railways (BR), Роберт Риддлс внедрил стандартную классификацию, а на Кру были построены грузопассажирские паровозы серий «Британия» и «Клан», а также несколько грузовых паровозов серии 9. Последний паровоз серии 9 № 92250, построенный в Кру, вышел из ворот завода в декабре 1958 года. Всего Crewe Works был выпущен 7 331 паровоз.
Производство было переориентировано на выпуск тепловозов. Первый образец магистрального тепловоза D5030 был построен в 1959 году. Последний тепловоз, построенный Crewe Works, принадлежал к серии 56 и вышел с завода в 1984 году. Последний электровоз серии 91 был изготовлен в 1991 году.

### Приватизация
В середине 1980-х годов бо́льшая часть завода в Кру была снесена.
В 1969 году завод Crewe Works был выделен из British Rail Workshops в отдельный бизнес и включён в British Rail Engineering Limited. В 1989 году завод был приватизирован. Вскоре компанию купила корпорация ASEA Brown-Boveri, которая в 1996 году объединилась с Daimler Benz и образовала Adtranz. В 2001 году Adtranz перешла под контроль Bombardier.

### В настоящее время
На пике развития на заводе Crewe Works работало более 20 000 человек. В 2005 году на производстве осталось менее 1000 человек, в ноябре того же года было объявлено о сокращении еще 270 человек и, возможно, еще большего сокращения или даже закрытия. Текущая деятельность в основном касается общего обслуживания и осмотра серьезно поврежденной техники. Основная часть территории, на которой когда-то стояли производственные постройки, продана. Теперь здесь располагаются супермаркет, парк отдыха и крупный оздоровительный центр.

## Заводская железная дорога
С 1862 по 1932 год завод обслуживала собственная узкоколейная дорога Crewe Works Railway .

## В культуре
В цикле книг The Railway Series и мультсериале на его основе «Томас и его друзья» зелёный паровоз Генри был перестроен в «Чёрную пятёрку» после того, как врезался в товарный поезд.

## Рекомендации
1. ↑  Last Steam Locomotive from Crewe Works Railway Gazette 26 December 1958 page 762
2. ↑  Crewe Works Builds Its First Main-Line Diesel-Electric Locomotive Railway Gazette 26 June 1959
3. ↑  The Making of Crewe and What Made Crewe The Railway Magazine issue 1254 October 2005 pages 14-23
4. ↑  Bombardier cleared to buy Adtranz Архивная копия от 2 апреля 2019 на Wayback Machine Railway Gazette International May 2001
5. ↑  Awdry, Awdry'"`UNIQ--nowiki-00000000-QINU`"'1987, p. 129.